# Alberto Coelho
Alberto Coelho, noto come Betinho (Santa Maria de Lamas, 21 luglio 1993), è un ex calciatore portoghese, di ruolo attaccante.

## Carriera

### Club
Cresciuto nelle giovanili dello Sporting è stato aggregato alla squadra B nel 2012. Dal gennaio al giugno del 2014 è stato un calciatore del Vitoria Setubal.
In carriera ha giocato complessivamente 16 partite nella prima divisione portoghese (ed anche una partita in UEFA Europa League).

### Nazionale
Ha esordito nel 2013 con l'Under-21, segnando due gol nelle qualificazioni agli Europei di categoria.